# Aurica
Aurica es un supercontinente propuesto que se especula su formación dentro de 200 millones de años. La hipótesis de Aurica fue creada por académicos de la revista Geological Magazine después de un estudio de la Unión Americana de Geofísica, que vincula la fuerza de las mareas oceánicas con el ciclo del supercontinente. El nombre es un acrónimo de Australia y América, que forman el núcleo del supercontinente.